# Англійський сетер
Англійський сетер (англ. English Setter) — порода лягавих собак, створена у Великій Британії.

## Походження

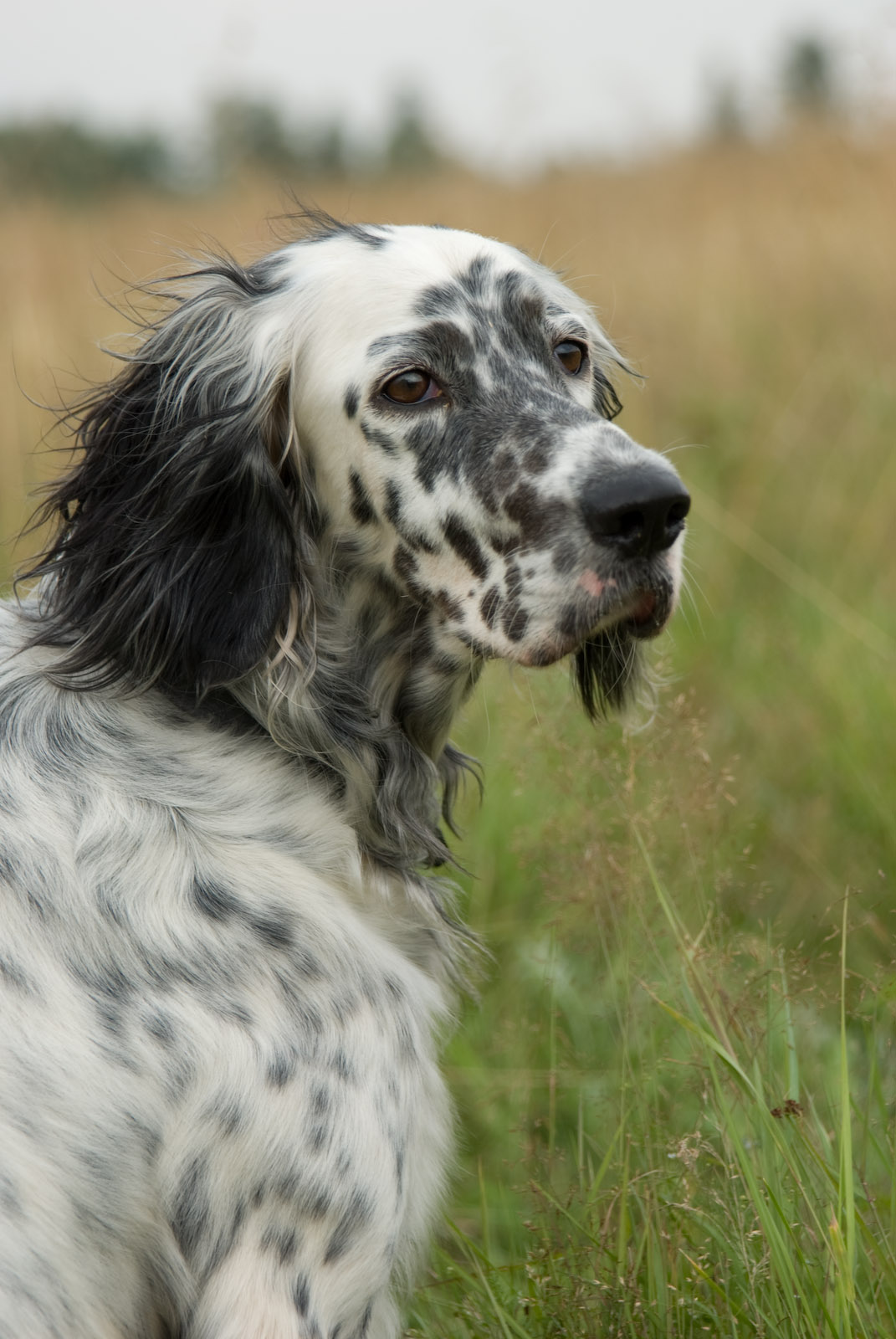
Англійський сетер

Вочевидь, сетери отримані шляхом схрещування водяного спанієля, іспанською лягавою і спрінгер-спанієля. Англійський сетер раніше інших порід сетерів оформився як заводська порода. На початок XIX ст. довгошерсті англійські лягаві розлучалися багато чисельними заводчиками в різних частинах Англії й були як би різними породами. Але основа англійського сетера була закладена Е. Лавераком в 1825 році, коли він почав цілеспрямовано розводити вибраний ним тип і за 35 років племінної роботи шляхом використання навіть тісного інбридингу і жорстокого відбору по екстер'єрних і мисливських якостях досяг повної досконалості й створив той тип англійського сетера, який існує і понині. Недаремно цю породу раніше називали «лаверак», та і зараз можна почути цю назву. Днем народження сучасного англійського сетера можна рахувати 28 січня 1859 року, коли була проведена перша виставка англійських сетерів в Ньюкаслеапон-Тайне (Англія). В середині XIX ст. на базі собак, виведених Е. Лавераком, численні заводчики продовжили розведення англійських сетерів, причому деякі з них цікавилися в основному виставковими якостями собак. Особливу популярність серед прибічників мисливського використання цих собак придбав учень Е. Лаверака — Д. Ллюеллін, який і став конкурентом свого вчителя. З кінця XIX ст. велика кількість англійських сетерів була вивезена в США, куди ввозилися виставкові й польові (для змагань) собаки, тому із самого початку розведення відбулося розділення на дві гілки: виставкову і польову, які в результаті специфічного розведення утворили дві різні породи.

## Характеристика породи
З цією азартною, повною ентузіазму, живою і рухливою собакою можна полювати в будь-якій місцевості, але найкраще — на болотах і вологих низинах. Володіючи прекрасним нюхом, вона має широкий діапазон пошуку на дуже швидкому галопі, при наближенні до дичини рух схожий на кішку. Прекрасний мисливець на пернату дичину. Дружність, ніжність, добродушність і любов до хазяїна дозволяють утримувати англійського сетера як домашнього собаку. Потребує наполегливого, але м'якого й терплячого дресирування.

## Опис

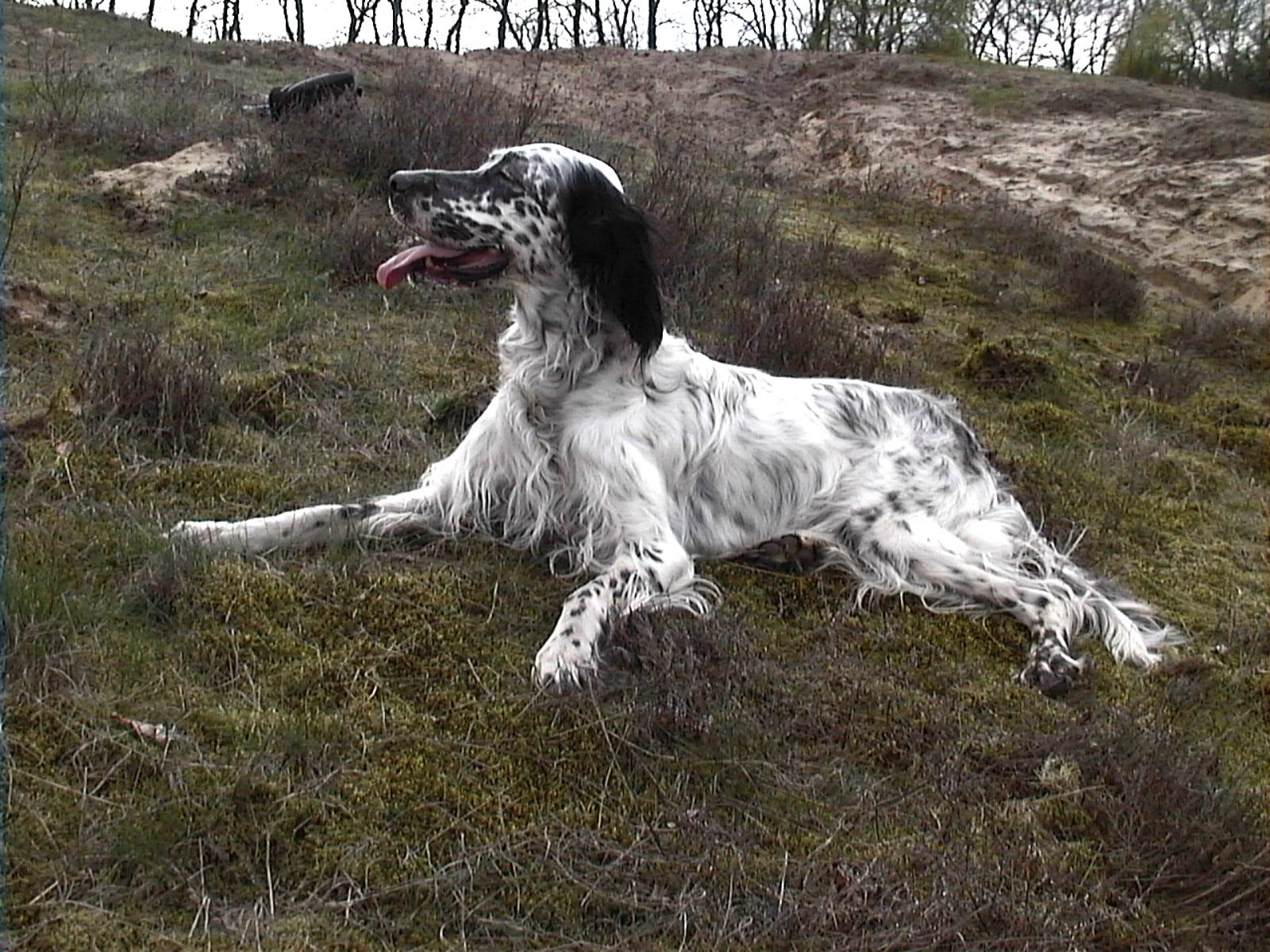

Голова довга, суха, має чіткі лінії. Собака тримає її високо. Череп овальний, порівняно вузький. Потиличний горб виражений. Перехід від чола до морди виражений. Морда довга. Обріз губи майже квадратний. Губи сухі. Мочка носа чорного або коричневого кольору, залежно від офарблення шерстяного покриву. Очі округлої форми, прямо поставлені, темно-карого кольору. Вуха середньої довжини, посаджені на рівні очей. Висячі, опускаються вниз зі складкою, переднім краєм прилягаючи до вилиць. Корпус міцної сухої конституції, розтягнутий. Шия досить довга, м'язиста, чітко обкреслена, трішки вигнута, без підвісу. Груди глибокі, широкі, опускається до ліктів. Ребра опуклі. Спина коротка, пряма. Поперек широкий, міцний, опуклий. Круп довгий, трохи похилий. Живіт помірковано підібраний. Кінцівки м'язисті. Лабети компактні, зі щільно стиснутими пальцями. Хвіст прямої або шаблеподібної форми. Собака тримає його прямо, продовжуючи лінію спини. На хвості — довгий підвіс. Вовна густа й блискуча, пряма й шовковиста. На голові й передній стороні кінцівок — коротка, на тулубі — довга й тонка. На вухах, нижній частині грудей, задній стороні кінцівок — вичіски. Забарвлення двоколірне: чорне з білим, руде з білим, жовте з білим, коричневе з білим. Триколірне: білий в чорних і червоних крапках або мазках, причому на морді й кінцівках. Висота в чубку: кобелі: 65—68 сантиметрів, суки: 61-65 сантиметрів. Вага 20-25 кг.